# Osice (Polska)
Osice (niem. Wossitz) – wieś w Polsce położona w województwie pomorskim, w powiecie gdańskim, w gminie Suchy Dąb na obszarze Żuław Gdańskich.
Wieś należąca do Żuław Steblewskich terytorium miasta Gdańska położona była w drugiej połowie XVI wieku w województwie pomorskim. W latach 1975–1998 miejscowość administracyjnie należała do województwa gdańskiego.
W Osicach działa klub sportowy Osiczanka.

## Zabytki

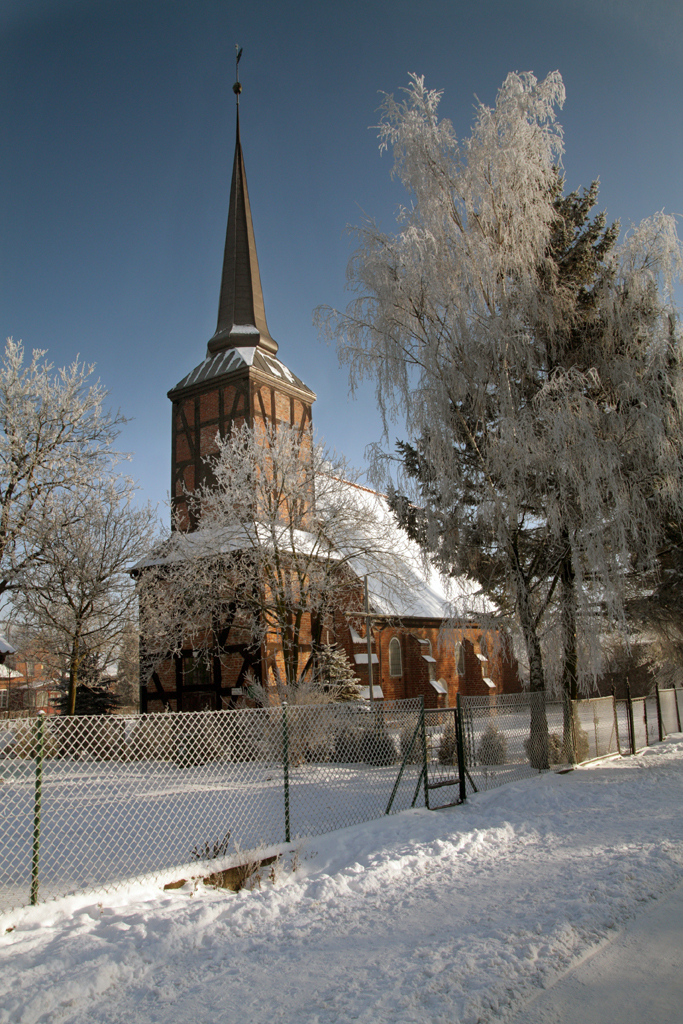
Kościół pw. św. Antoniego Padewskiego

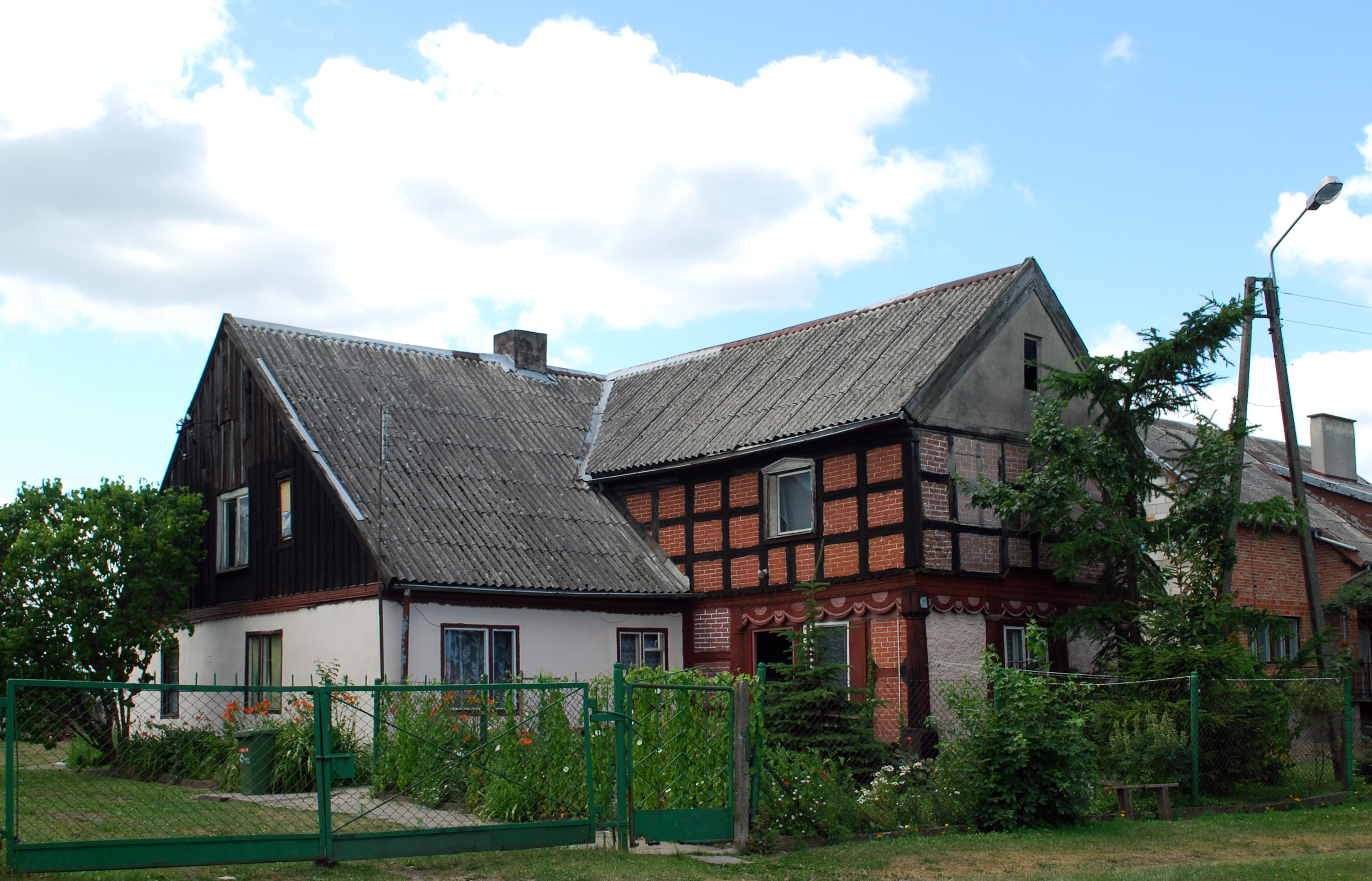
Dom pomennonicki

Według rejestru zabytków NID na listę zabytków wpisane są:
- murowano-szachulcowy kościół filialny pw. św. Antoniego Padewskiego z XIV/XV, XVII w., nr rej.: 216 z 11.08.1962
- plebania, obecnie szkoła, z 2 poł. XVIII w., nr rej.: 260 z 28.09.1962
- mennonicki drewniano-murowany dom nr 20 z 1844, nr rej.: 997 z 25.03.1987.

Kościół filialny pw. Świętego Antoniego z Padwy z XIV/XV w., zbudowany pierwotnie jako szkieletowy, przebudowano później na murowany. Przesłonięty szczytem z dwuczłonową strzelistą wieżą ryglową, dobudowaną podczas remontu w 1767. Nieopodal znajdują się resztki płyt nagrobnych z nieistniejącego cmentarza.
Po katastrofie budowlanej w marcu 2015 przeznaczono do rozbiórki jeden z tutejszych domów podcieniowych.